# Garrett Motion
Garrett Motion Inc est un équipementier automobile, issue d'une scission du groupe Honeywell en 2018 et dont le siège social est situé en Suisse. En 2018 Garrett s'est séparé du groupe Honeywell.

## Histoire
Garett Motion est issue de la scission en 2018 du groupe Honeywell,,.
En septembre 2020, Garett Motion se met sous le régime de protections contre les faillites aux États-Unis. En parallèle, Garett Motion est l'objet d'une offre d'acquisition par KPS Capital Partners de 2,1 milliards de dollars.

## Principaux actionnaires
Au 14 mai 2020.
| Sessa Capital                           | 9,74 % |
| Deccan Value Investors                  | 9,62 % |
| Capital Research & Management           | 5,81 % |
| T. Rowe Price Associates                | 4,60 % |
| Dynamo Internacional Gestão de Recursos | 4,56 % |
| Gates Capital Management                | 2,99 % |
| The Vanguard Group                      | 2,96 % |
| Hawk Ridge Capital Management           | 2,42 % |
| Newtyn Management                       | 2,42 % |